# Hiroshi Soejima
Hiroshi Soejima (født 26. juli 1959) er en japansk fodboldspiller.

## Japans fodboldlandshold
| Japans landshold | Japans landshold | Japans landshold |
| År               | Kmp              | Mål              |
| ---------------- | ---------------- | ---------------- |
| 1980             | 3                | 0                |
| Total            | 3                | 0                |